# Hochstift Freising
Das Hochstift Freising war über 500 Jahre, vom Jahr 1294 bis 1802, der weltliche Herrschaftsbereich des Fürstbischofs von Freising. Es handelte sich um ein eigenständiges, reichsunmittelbares Geistliches Fürstentum, welches dem Bairischen Reichskreis zugeordnet war.

## Geographie
Streng genommen gehören nur die vier immediaten Landesteile zum Hochstift, also die ohne Zwischenschaltung einer anderen Instanz dem Fürstbischof unterstehenden Landesteile. Allerdings besaß der Fürstbischof eine Reihe von Hofmarken im altbayerischen Raum und Streubesitz im Raum Niederösterreich, Steiermark, Krain und Tirol (einschließlich Südtirol).
Das Hochstift umfasste um 1800 etwa 15.000 Einwohner in folgenden Landes- bzw. Herrschaftsteilen:

### Immediate Landesteile
- Stadt und Burgfrieden Freising, an der Isar zwischen München und Landshut, mit etwa 4.000 Einwohnern
- Grafschaft auf dem Yserrain, einen schmalen Landkorridor um Ismaning am Ostufer der Isar bis nach Oberföhring
- Herrschaft Burgrain  mit Kloster Isen
- Grafschaft Werdenfels mit den Orten Garmisch, Partenkirchen und Mittenwald

### Mediate Herrschaften
Im altbayerischen Raum:
Die Hofmarken von Zolling, Marzling, Ottenburg, Hummel, Wippenhausen/Burghausen, Massenhausen, Eisenhofen, Kleinberghofen/Asbach, Eitting, Kopfsburg, Pastetten und Zeilhofen
In Niederösterreich, Steiermark, Krain und Tirol:
- Herrschaft Waidhofen,
- Herrschaft Ulmerfeld,
- Herrschaft Hollenburg,
- Herrschaft Enzersdorf,
- Herrschaft Rothenfels, (siehe Oberwölz)
- Herrschaft Klingenfels (1622 verkauft)
- Grafschaft Cadober (Cadore, im frühen 16. Jh. verloren)
- Herrschaft Lack (= Bischoflack)
- Herrschaft Innichen (in Südtirol)[2]

## Geschichte
Um 720/30 erfolgte die Gründung des Bistums Freising durch den hl. Korbinian. Erste größere Landerwerbungen tätigte Bischof Atto der Kienberger, der im Jahr 783 Innichen in Südtirol und im Jahr 808 die spätere Herrschaft Burgrain kaufte. Kaiser Otto II. schenkte 973 dem Bischof Abraham von Freising die Stadt Škofja Loka (Bischoflack) in Slowenien. 1007 übergab König Heinrich II. der Freisinger Kirche unter Bischof Egilbert das Wölzer- und Katschtal in der Grafschaft des Adalbero. In zwei umfangreichen Käufen in den Jahren 1249 und 1294 erwarben die Freisinger Bischöfe die Grafschaft Werdenfels.

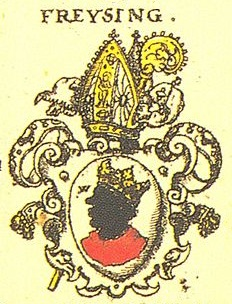
Wappen des Bistums Freising nach Siebmachers Wappenbuch von 1605

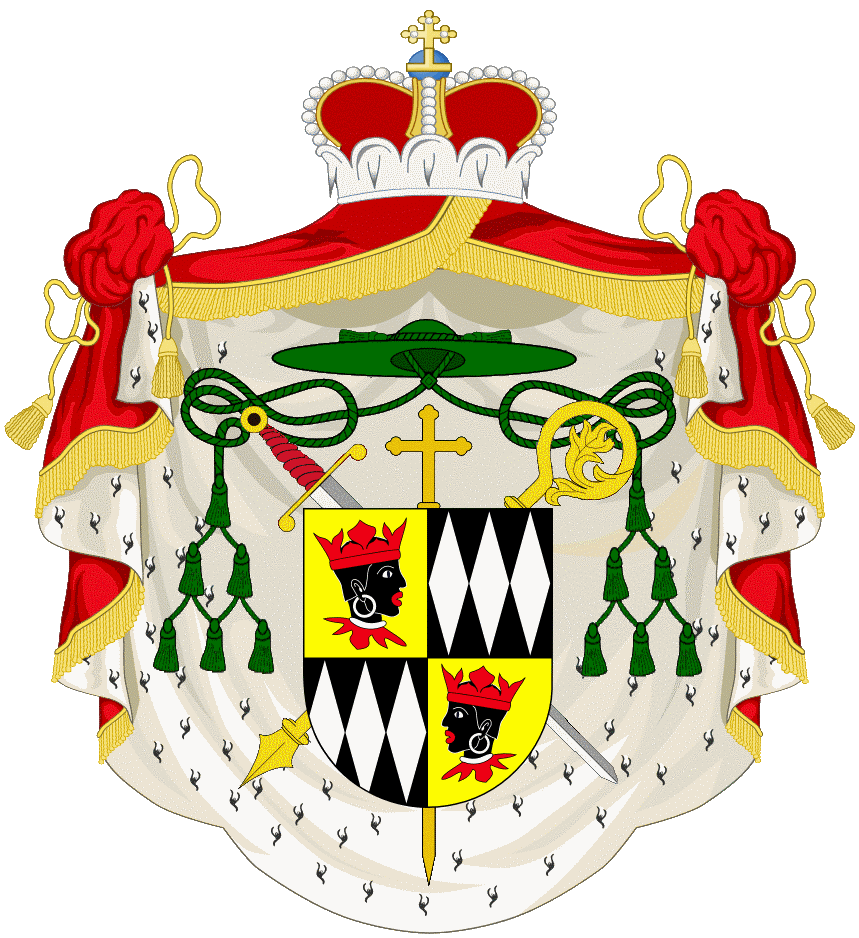
Wappen des Johann Franz Eckher von Kapfing als Fürstbischof (1696–1727)

1294 erfolgte die Erhebung zum Hochstift, Emicho Wildgraf von Kyrburg gilt als erster Fürstbischof. Der für die Freisinger Bischöfe typische gekrönte Mohrenkopf im Wappen, der auf die Reichsunmittelbarkeit hindeutet, erschien als gekrönter Aethiopier („caput aethiopis“) zum ersten Mal 1284 im Wappen Emichos.
1319 verkaufte der damalige Herzog von Bayern und spätere deutsche Kaiser Ludwig der Bayer die Ortschaften Ismaning, Unterföhring, Englschalking und Daglfing gegen „hundert March lotrings silber“ an den Freisinger Bischof. Damit entstand die „Grafschaft auf dem Yserrain“ als weiteres geschlossenes Herrschaftsgebiet der Freisinger Bischöfe.
Das Hochstift war als Nachbar des weit größeren Herzogtums und späteren Kurfürstentums Bayern oft in Konflikte mit diesem verstrickt. Die Zerstörung der bischöflichen Isarbrücke bei „Vöhring“ um 1156 durch Heinrich den Löwen (und die damit verbundene Gründung Münchens) sei nur als Beispiel genannt. Dieser Konflikt verhinderte auch über die Jahrhunderte weitere Landerwerbungen des Hochstifts. Die bayerischen Herzöge und Kurfürsten versuchten, das Hochstift unter ihren Einfluss zu bringen und nach Möglichkeit Mitglieder der eigenen Familie auf den Freisinger Bischofsstuhl zu setzen, was seit dem 15. Jahrhundert oft auch gelang.
Bischof Veit Adam von Gepeckh (1618–1651) führte Freising durch die Zeit des Dreißigjährigen Krieges, in dem 1632 der schwedische König Gustav Adolf auf seinem Weg nach München durch Freising kam, 30.000 Gulden forderte und die Stadt trotzdem brandschatzte. Hunger und Pest wüteten, als die Schweden abermals 1646 in die Stadt einfielen. Sein Nachfolger Bischof Albrecht Sigismund von Bayern stiftete 1674 als Zeichen der überwundenen Pest die Mariensäule, die dem zentralen Platz in der Altstadt noch heute seinen Namen gibt. Auf dem Domberg – geographisch an der höchsten Stelle – wurde die Fürstbischöfliche Residenz aus dem 14. Jahrhundert, in der Renaissance- und Barockzeit umgebaut und erweitert.
Eine Blütezeit erlebte Freising unter Bischof Johann Franz Eckher von Kapfing und Liechteneck (1696–1727). 1697 gründete er die erste Freisinger Hochschule, das Lyzeum am Marienplatz. Zum 1000-jährigen Bistumsjubiläum (1724) betraute er die Gebrüder Asam mit der umfassendsten Renovierung, die seine Bischofskirche, der Freisinger Dom, je erfahren hatte. Außerdem beauftragte er den Benediktinerpater Karl Meichelbeck mit der Schaffung einer neuen Chronik. Sein zweibändiges Geschichtswerk „Historia Frisingensis“ gilt im deutschen Raum als erstes quellenkritisches Geschichtswerk; es führte die lange Tradition Freisinger Geschichtsschreibung fort. Ein dunkles Kapitel dieser Zeit sind die Kinderhexenprozesse in Freising von 1715 bis 1723, in deren Verlauf acht Jungen zwischen 14 und 23 Jahren und drei Bettlerinnen mittleren Alters hingerichtet wurden.
Schon vor dem Reichsdeputationshauptschluss wurde Freising am 27. November 1802 von kurpfalzbairischen Truppen unter Johann Adam von Aretin annektiert. Die Säkularisation bedeutete die Aufhebung der Herrschaft des letzten Fürstbischofs Joseph Konrad Freiherr von Schroffenberg und die Enteignung des kirchlichen Besitzes durch das Königreich Bayern. Die ehemalige Residenzstadt wurde zur kleinen Landstadt im neuen Königreich. Das durch das bayerische Konkordat 1817 neubegründete und 1821 errichtete Erzbistum München und Freising trat die Nachfolge der Diözese Freising an, wodurch der Bischofssitz nach München verlegt wurde. Der Gebrauch des Titels Fürsterzbischof sowie die Verwendung der damit verbundenen weltlichen Würdezeichen (wie Fürstenhut und -mantel) wurde 1951 durch Papst Pius XII. auch formell abgeschafft.

## Karten

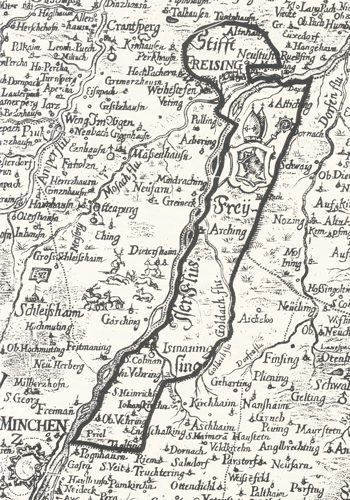
Freising im Norden und Grafschaft auf dem Yserrain östlich der Isar
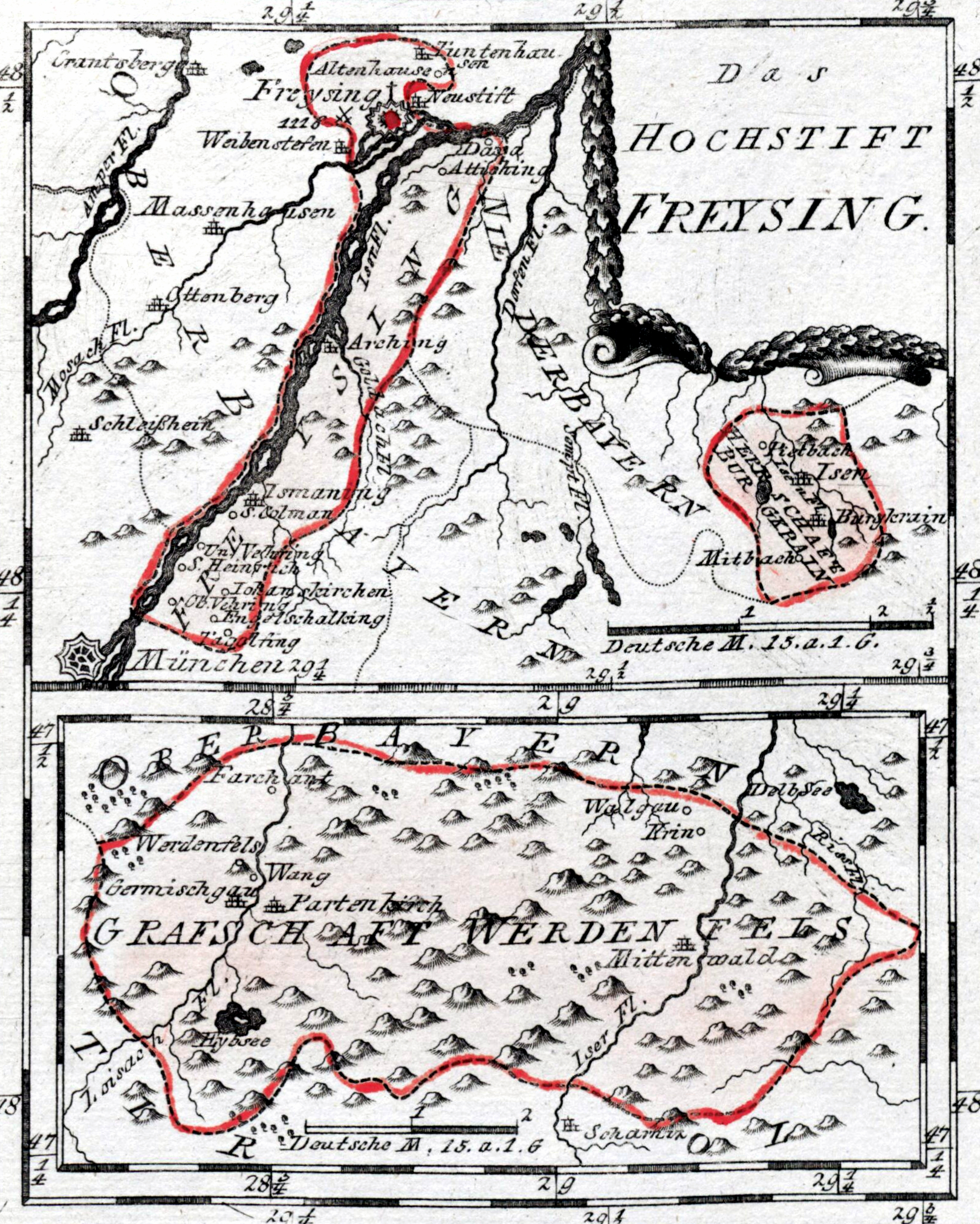
Immediate Landesteile des Hochstifts, Reilly 1792
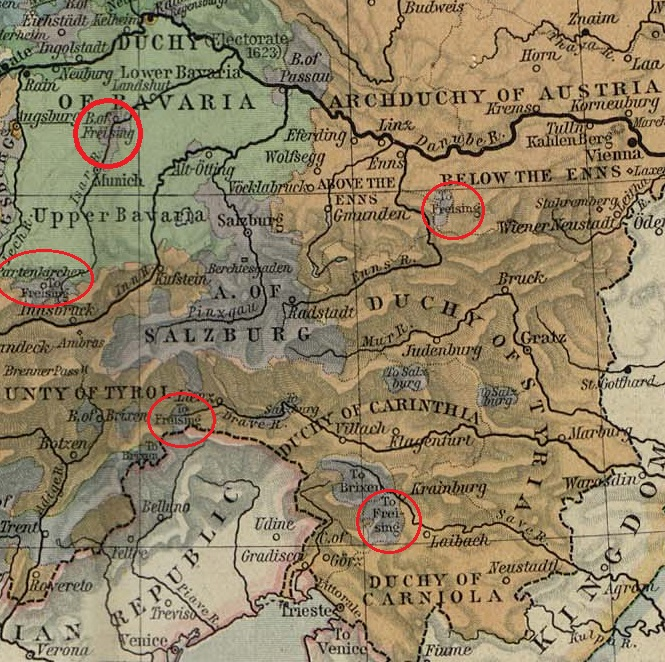
Hochstift Freising nach William R. Shepherd: Central Europe (um 1648).